# Heiligenstock (Solingen)
Heiligenstock ist eine Ortslage im Stadtteil Ohligs der bergischen Großstadt Solingen.

## Lage und Beschreibung
Heiligenstock, früher eine solitäre Ortslage, ist heute eine Wohnstraße zwischen dem Ohligser Stadtteilzentrum am Markt und dem Ort Rennpatt. Die Gebäude der ehemaligen Hauptschule Ohligs am Heiligenstock werden wechselweise von verschiedenen Schulen als Dependance genutzt. Im Südwesten ist auf der Fläche der ehemaligen Textilfabrik OLBO die Wohnsiedlung Olbo-Park entstanden, eine weitere Wohnsiedlung mit dem Namen O-Quartier wurde bis Anfang 2023 errichtet. 
Benachbarte Orte sind bzw. waren (von Nord nach West): Keusenhof, Kottendorf, Schleifersberg, Kullen, Rennpatt, Suppenheide, Hüttenhaus, Scheid, Bockstiege sowie die ehemalige Hofschaft Ohligs.

## Etymologie
Die Bezeichnung des Ortes rührt wohl von einem uralten Buchenstock her (also einem Baumstumpf, der wieder austreiben kann), den die Überlieferung heilig nannte.

## Geschichte
Heiligenstock entstand im Jahre 1730 durch Errichtung eines Schulgebäudes auf freiem Feld zwischen Ohligs und Rennpatt. Das neue Schulhaus der Schnitterter Honschaftsschule konnte 1735 eingeweiht werden. Es wurde bis 1835 genutzt, als schräg gegenüber ein neues Schulhaus entstand. Dieses Schulgebäude Heiligenstock ist noch vorhanden und steht heute unter Denkmalschutz.
Heiligenstock wurde in den Ortsregistern der Honschaft Schnittert geführt, später entstanden auch erste Wohnhäuser im Ort. Die Preußische Uraufnahme von 1844 verzeichnet den Ort lediglich als Schule. In der Topographischen Karte des Regierungsbezirks Düsseldorf von 1871 ist der Ort hingegen nicht verzeichnet. In der Karte vom Kreise Solingen aus dem Jahr 1875 des Solinger Landmessers C. Larsch erscheint der Ort erneut als Heiligenstock.
Nach Gründung der Mairien und späteren Bürgermeistereien Anfang des 19. Jahrhunderts gehörte Heiligenstock zur Bürgermeisterei Merscheid, die 1856 zur Stadt erhoben und im Jahre 1891 in Ohligs umbenannt wurde. 
1815/16 lebten sechs, im Jahr 1830 acht Menschen im als Etablissement bezeichneten Wohnplatz. 1832 war der Ort weiterhin Teil der Honschaft Merscheid innerhalb der Bürgermeisterei Merscheid, dort lag er in der Flur III. Ohligs. Der nach der Statistik und Topographie des Regierungsbezirks Düsseldorf als Hofstadt kategorisierte Ort besaß zu dieser Zeit ein Schulgebäude, ein Wohnhaus und ein landwirtschaftliches Gebäude. Zu dieser Zeit lebten 16 Einwohner im Ort, davon zwei katholischen und 14 evangelischen Bekenntnisses. Die Gemeinde- und Gutbezirksstatistik der Rheinprovinz führt den Ort 1871 mit fünf Wohnhäusern und 37 Einwohnern auf.
Der Ort verlor seine solitäre Lage Ende des 19. Jahrhunderts, als er in der geschlossenen Bebauung der expandierenden Stadt Ohligs aufging.
Mit der Städtevereinigung zu Groß-Solingen im Jahre 1929 wurde der Ort in die neue Großstadt Solingen eingemeindet. Die ehemalige Schulstraße erhielt aufgrund der Dopplung des Straßennamens nach der Städtevereinigung am 26. April 1935 den Namen Heiligenstock. In den 1970er Jahren entstand neben dem Schulgebäude Heiligenstock ein Neubau für die Hauptschule Ohligs. Die Hauptschule Ohligs wurde 2012 geschlossen, das Schulgebäude wird seither wechselweise von verschiedenen Schulen als Dependance genutzt, wenn andere Schulstandorte durch Sanierungen nicht nutzbar sind.